# یواس‌اس وانتا (وای‌تی-۱)
یواس‌اس وانتا (وای‌تی-۱) (به انگلیسی: USS Wahneta (YT-1)) یک کشتی بود که طول آن ۹۲ فوت ۶ اینچ (۲۸٫۱۹ متر) بود. این کشتی در سال ۱۸۹۲ ساخته شد.